# زاره آرشاک
زاره آرشاک (ارمنی: Զարեհ Արշակ؛ زادهٔ ۱۸۹۸ – درگذشته ۱۹۷۲) نویسنده و بازیگر ارمنی‌تبار اهل ترکیه بود.

## زندگی‌نامه
وی در سال ۱۸۹۸ میلادی در کنستانتینوپل به دنیا آمد و در سال ۱۹۷۲ میلادی در سن ۷۴ سالگی درگذشت.